# Stüttinghausen
Stüttinghausen ist die Bezeichnung eines Stadtteils und gehört zum statistischen Bezirk 12 (Oeneking / Stüttinghausen) von der Kreisstadt Lüdenscheid im westlichen Sauerland, Nordrhein-Westfalen. Der Ortsteil und der statistische Bezirk liegen im Südwesten des zusammenhängend bebauten Stadtgebietes. Seit 2010 wird auch der südlich gelegene Stadtteil Pöppelsheim mit zum statistischen Bezirk 12 (Oeneking / Stüttinghausen) gezählt. Nördlich, östlich und südlich gesehen schließt sich der Stadtbezirk und Stadtteil Brügge an.

## Infrastruktur

### Allgemeine Infrastruktur
Die Struktur des Stadtteils ist vor allem durch viele freistehende Einfamilienhäuser wie auch Reihenhäuser geprägt. Im Verlauf des weiteren Stadtteils entstanden auch einige Mehrfamilienhäuser. Durch die ruhige und zentrale Lage des Stadtteils ließen sich viele Familien mit Kindern in dem Stadtteil nieder. Mittlerweile gehört der Stadtteil durch seine exponierte Lage zu den teuersten Wohnlagen im Stadtgebiet von Lüdenscheid.
Die nächsten Einzelhandelsgeschäfte befinden sich in Brügge, in Oeneking und an der Heedfelder Straße.

### Kindertagesstätte Stüttinghausen
An der Schönecker Str. 23 gibt es eine Kindertagesstätte des Deutschen Roten Kreuzes (DRK).

### Schulzentrum am Haus Schöneck
Am Haus Schöneck befinden sich die Gebäude der Ganztagshauptschule Stadtpark und der ehemaligen Grundschule Schöneck. Neben den Gebäuden liegen eine Sporthalle der Hauptschule Stadtpark und eine Turnhalle der ehemaligen Grundschule Schöneck.
Am 22. Februar 2013 erschien ein Bericht in der Westfälischen Rundschau, dass in der Ganztagshauptschule Stadtpark der neue Technik-Trakt nun fertig sei. Der neue Technik-Trakt bestehe aus drei Räumen, in denen sich die Profilklasse Technik – hinzu kommen Wirtschaft, Ernährung und Gesundheit – in wöchentlich sechs Stunden auf das Berufsleben vorbereiten solle. Das Projekt selbst wurde Anfang 2007 durch ein kollegiales Gespräch zwischen dem Leiter der Ganztagshauptschule Stadtpark, Winfried Becker, und dem dortigen Physiklehrer, Harald Döpke, begonnen. Für das neue Projekt gab es einige Sponsoren aus der Wirtschaft.
Zudem existierte auf dem nebenliegenden Gelände der Sportplatz Schöneck, auf dem regelmäßig Sportveranstaltungen durchgeführt wurden. Da das Gelände momentan nicht mehr genutzt wird, sollen sechs Einfamilienhäuser auf dem Areal entstehen. Für einen Durchstich zur Straße wurde vom Investor ein weiteres Gelände nebenan erworben.
Im Jahr 2013 wurde von der Stadtverwaltung der Stadt Lüdenscheid überlegt, den Schulstandort Grundschule Schöneck ab 2015 komplett zu schließen und alle neun Klassen danach am bestehenden Grundschulstandort Brügge unterzubringen.
Gegen die Pläne gab es massive Kritik von den Eltern der Grundschüler in Schöneck. Es wurde von ihnen befürchtet, dass die Kinder aus den Bezirken Oeneking und Stüttinghausen mit der Schließung des Standortes unverhältnismäßig lange Wege zum neuen Standort Brügge zurücklegen müssten. Außerdem seien einige Eltern bewusst in den Ortsteil Oeneking gezogen, weil dort die schulische Infrastruktur so gut gepasst hätte. Die mögliche Schließung der Grundschule Schöneck sei in diesem Zusammenhang eher als kontraproduktiv zu bewerten.
Laut einem Bericht aus den Lüdenscheider Nachrichten vom 30. Januar 2013 stand der Schulstandort Schöneck nun doch kurz vor dem Ende. Dies sei das Ergebnis der Fraktionssitzungen vom 28. Januar 2013. Im Rat der Stadt Lüdenscheid wurde im März 2013 dann offiziell über die Schließung des Schulstandort Schöneck abgestimmt. Es wurde jedoch bereits vorher damit gerechnet, dass eine große Mehrheit aus Grünen, FDP und SPD für die Beibehaltung des Standortes Brügge und gleichzeitig für die Schließung der Grundschule Schöneck stimmen werden. Die CDU wollte laut eigener Aussage weiterhin für den Schulstandort Schöneck im Rat der Stadt Lüdenscheid stimmen.
Am Montag, den 4. März 2013, beschloss die Ratsmehrheit aus SPD, FDP und Grünen das Auslaufen der Schöneck-Schule. Bei der Abstimmung gab es 15 Gegenstimmen aus der CDU. Die Schule Schöneck wurde somit zum 31. Juli 2015 aufgegeben. Die nächsten Erstklässler wurden 2013 schon nicht mehr in der Grundschule Schöneck eingeschult, sondern in der Grundschule Brügge. Nach dem Anmeldeverfahren für das Schuljahr 2014/15 informierte die Verwaltung die Schulpolitiker über den stadtweiten Sachstand. Danach sollte sich herausstellen, ob ein weiterer Schulstandort aufzugeben sei. Die Elterninitiative „Wir sind Schöneck“ hatte zuletzt vergeblich noch einmal in einem Schreiben an alle Ratspolitiker versucht, die Vorentscheidung aus dem Schulausschuss gegen die Grundschule Schöneck zu kippen.

## Sehenswertes
Die ausgedehnten Fußwege am Rande des Viertels laden zu Spaziergängen ein.
Außerdem liegt der „Lüdenscheider Stadtpark“ direkt am Haus Schöneck. Auf der dazugehörigen Waldbühne gibt es im Frühjahr und Sommer öfters öffentliche Veranstaltungen. Zum Erhalt und Ausbau der Waldbühne hat sich der Verein „Waldbühne Lüdenscheid e. V.“ gegründet.
Für Kinder gibt es einige neu gestaltete Spielplätze in dem Stadtteil.

## Verkehrsanbindung

### Bahnverkehr
Die nächstliegenden Bahnhöfe sind der Bahnhof Lüdenscheid und der Bahnhof Brügge (Westfalen). Beide sind per Auto oder Bus in wenigen Fahrminuten gut erreichbar. Die Bahnstrecke Brügge–Lüdenscheid selbst läuft direkt am Rande des Stadtteils vorbei.

### Busverkehr
Die Anbindung des Stadtteils an den öffentlichen Personennahverkehr erfolgt durch die Buslinien 47, 56 und 246 (Schulbuslinien) der Märkischen Verkehrsgesellschaft (MVG).
Wichtige Bushaltestellen in dem Stadtteil sind: „Brügge Friedhof“, „Stüttinghausen“, „Dohlengasse“, „Brügger Höh“, „Im Langen Hahn“, „Haus Schöneck“, „Teutonenstraße“, „Eininghausen“ und „Schlade“.

### Straßenverkehr
Die Anbindung an das Bundesautobahnnetz erfolgt über die Abfahrten Nr. 13 Lüdenscheid-Nord und Nr. 14 Lüdenscheid der Bundesautobahn 45. Diese führt Richtung Norden nach Hagen und Dortmund sowie in Richtung Süden nach Siegen, Wetzlar, Gießen und Frankfurt am Main. Eine weitere Alternativanschlussstelle ist die Abfahrt Nr. 15 Lüdenscheid-Süd der A 45. Auch die beiden Bundesstraßen B 54 und B 229 liegen in der Nähe von Stüttinghausen und sind innerhalb weniger Fahrminuten gut erreichbar. Einige Parkplätze innerhalb von Stüttinghausen sichern den Autofahrern Parkmöglichkeiten zu.